# Bão Vongfong (2020)
Bão Vongfong năm 2020, được biết đến ở Philippines với tên là bão Ambo. Đây là cơn bão đầu mùa của mùa bão Tây Bắc Thái Bình Dương 2020.

## Cấp bão
Cấp bão Nhật Bản: 85 kt - 965hPa - Bão cuồng phong
Cấp bão Việt Nam: 139 km/h - Cấp 13 - Bão rất mạnh
Cấp bão Philipines: 155 km/h giật 255 km/h- Bão cuồng phong
Cấp bão Hồng Kông: 165 km/h - Bão cuồng phong dữ dội
Cấp bão Đài Loan: 43 m/s - Bão cuồng phong
Cấp bão Hàn Quốc: 40 m/s - Bão cuồng phong
Cấp bão Bắc Kinh-Trung Quốc: 45 m/s - Bão cuồng phong dữ dội

## Lịch sử khí tượng

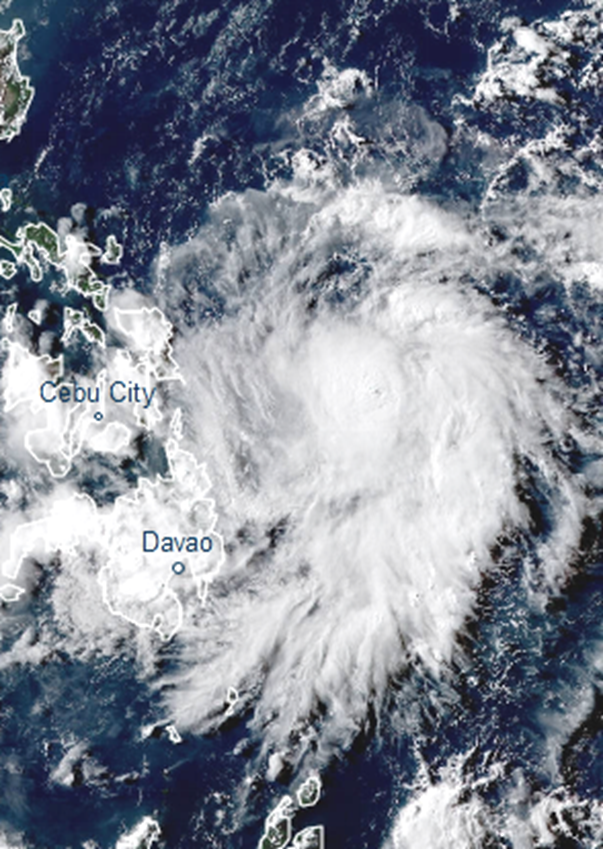
Bão Vongfong lúc mới hình thành

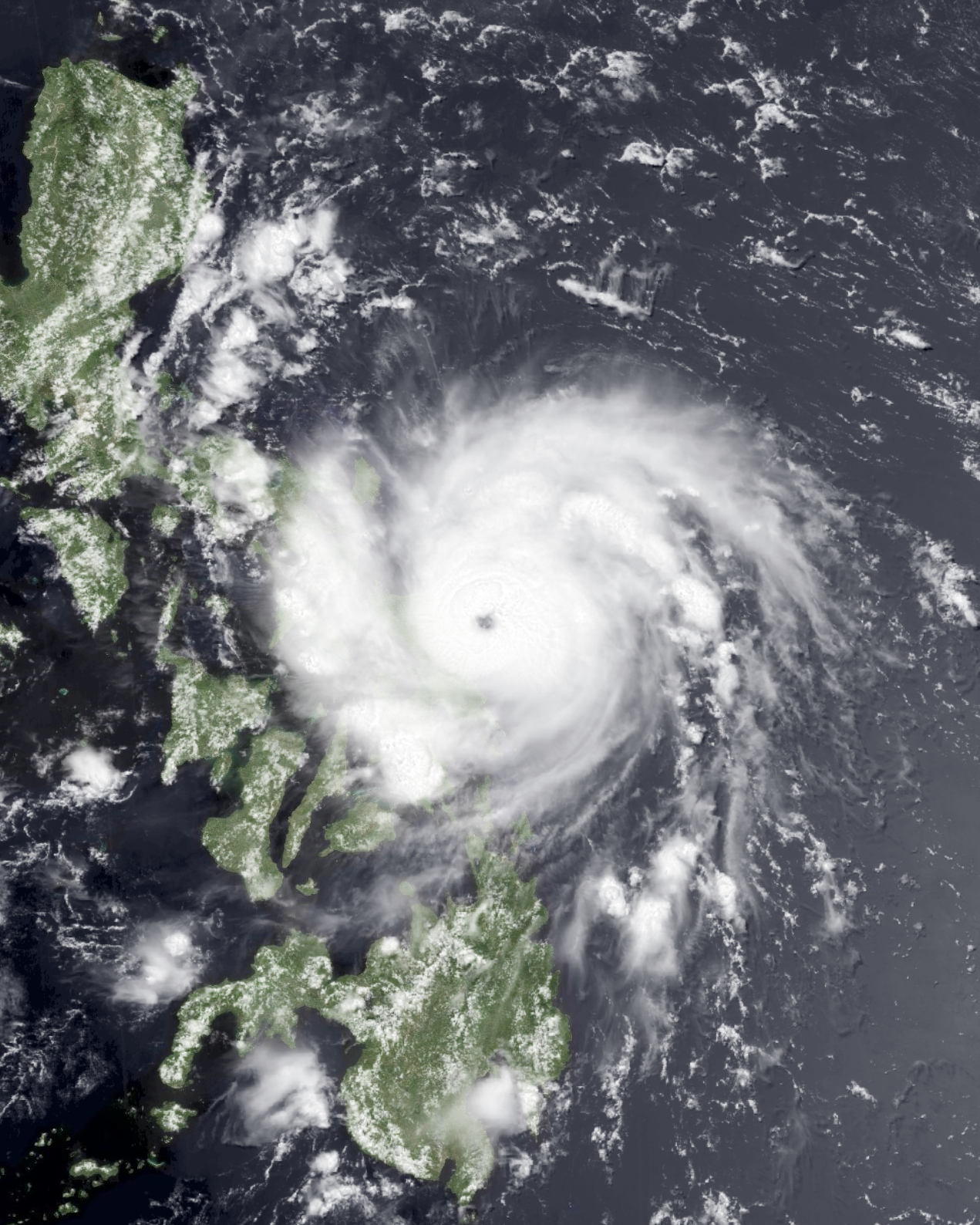
Bão Vongfong lúc mạnh nhất

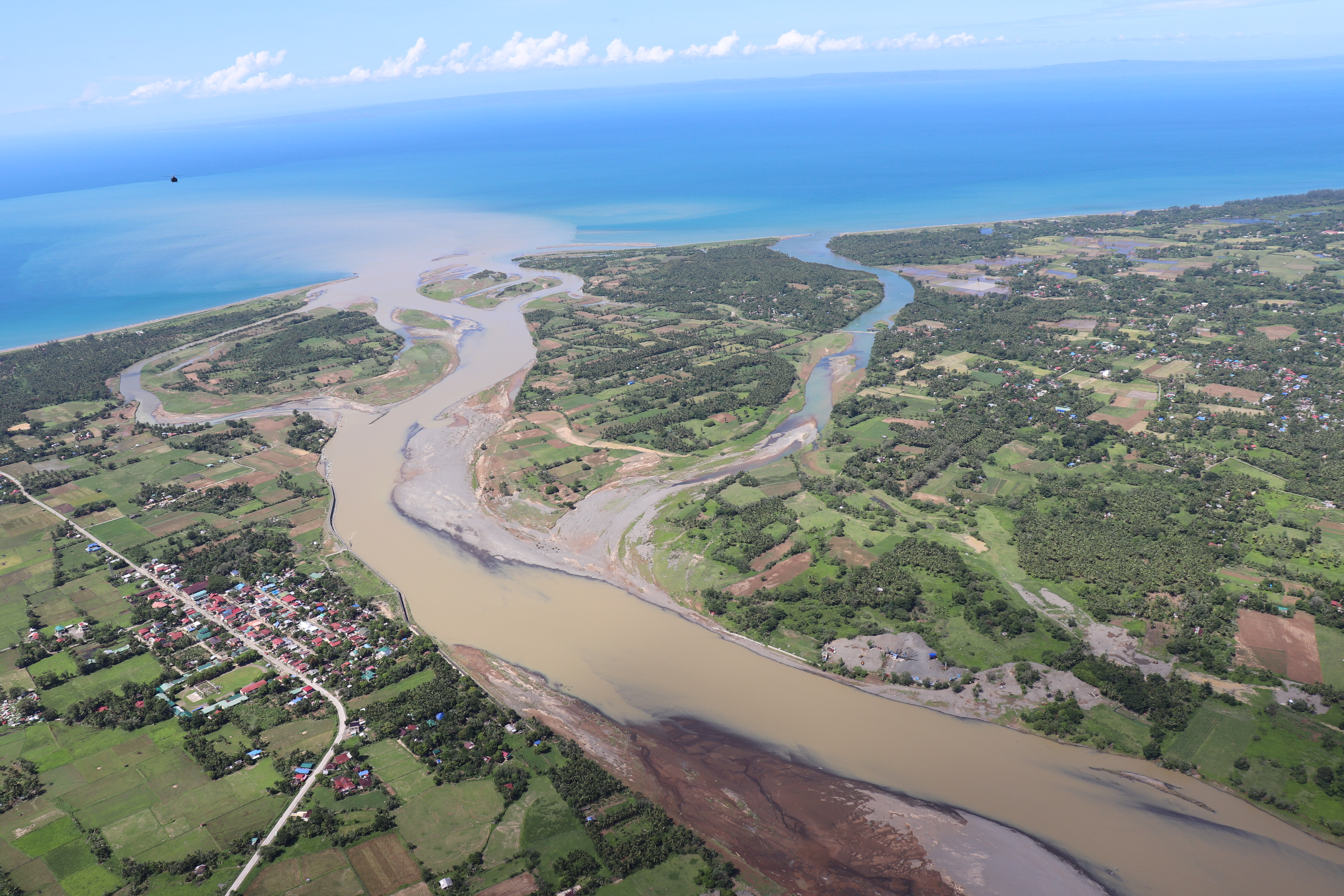
Lụt trên sông Agos

Sau 4 tháng không xuất hiện bão, một vùng áp thấp đã phát triển vào ngày 9 tháng 5 bởi JTWC gần Micronesia và có cơ hội phát triển thành một cơn bão nhiệt đới. Ngày hôm sau, JMA đã nâng cấp nó thành áp thấp nhiệt đới ở phía đông Mindanao, Philippines và dự kiến sẽ từ từ di chuyển về phía tây. JTWC sau đó đã đưa ra Cảnh báo hình thành Bão nhiệt đới (TCFA) cho hệ thống chỉ vài giờ sau đó đối lưu mực thấp trung tâm bắt đầu có tổ chức. Cuối ngày hôm đó, PAGASA đã nâng cấp hệ thống thành áp thấp nhiệt đới, đặt tên là Ambo, khi nó trở thành cơn bão nhiệt đới đầu tiên đi vào khu vực trách nhiệm của họ vào năm 2020. Vùng thấp bắt đầu trôi chậm về phía tây trong suốt những ngày tiếp theo, dần dần tăng cường. Vào ngày hôm sau, JTWC đã nâng cấp Ambo thành áp thấp nhiệt đới, gán số hiệu cho nó là 01W. Áp thấp nhiệt đới dần dần tăng cường trong suốt cả ngày, được biểu thị bằng một dải mưa được xác định đang phát triển ở phía tây bắc, và bắt đầu quay về hướng bắc. Vào thời điểm này, JMA đã nâng cấp 01W thành một cơn bão nhiệt đới và gán cho nó tên đầu tiên của năm, Vongfong. Ngay sau đó, JTWC đã theo dõi và nâng cấp hệ thống lên cường độ bão nhiệt đới. Nhờ các điều kiện thuận lợi như nước ấm 29-30 °C và độ đứt gió rất thấp, Vongfong bắt đầu tăng cường nhanh chóng vào đầu ngày 13 tháng 5. Ngay sau đó, JMA đã nâng cấp hệ thống thành một cơn bão nhiệt đới dữ dội. Ngay sau đó, JTWC đã nâng cấp cơn bão lên cơn bão cấp 1 với sức gió duy trì trong 1 phút là 130 km/h (80 mph) khi cấu trúc xoáy ngày càng rõ. Cả PAGASA và JMA sau đó đều nâng cấp hệ thống vào cuối ngày. Với JTWC, Vongfong nhanh chóng nâng cấp hệ thống lên cơn bão cấp 2 khi mắt trở nên rõ ràng hơn. Vài giờ sau, Vongfong đạt cơn bão cấp 3. Vongfong đã thực hiện một chu kỳ thay thế mắt và suy yếu trở lại thành cơn bão cấp 2. Bão Vongfong kết thúc chu kỳ thay thế mắt và tăng cường trở lại thành cơn bão cấp 3 ở phía đông đảo Samar. Vào lúc 12:15 PST ngày 14 tháng 5, Vongfong đã đổ bộ tại San Policarpo, Đông Sama. Vongfong dần dần suy yếu ngay sau đó, đi qua đèo Ticao khi nó di chuyển sâu hơn vào đất liền gần Sorsogon. Đến ngày hôm sau, PAGASA đã ghi nhận thêm năm lần đổ bộ: đánh vào các đảo Dalupiri, đảo Capul, đảo Ticao, đảo Burias và San Andres, Quezon ở bán đảo Bondoc của đảo Luzon. Ambo suy yếu thành cơn bão cấp 1 do ma sát với đất liền. Hệ thống tiếp tục suy yếu vào ngày 15 tháng 5 và cả JMA và PAGASA hạ cấp xuống thành một cơn bão nhiệt đới dữ dội. JTWC hạ cấp nó thành một cơn bão nhiệt đới. Bão nhiệt đới dữ dội Vongfong sau đó đã mang theo mưa lớn và gió đến thủ đô Manila và các khu vực khác ở Luzon. Sau đó, bão Vongfong đã đổ bộ lần thứ 7 vào Real, Quezon và bắt đầu tiến sâu vào đất liền vào Luzon, đặc biệt là Bulacan, lượng mưa rất lớn do hoàn lưu của bão bao phủ toàn bộ miền trung Luzon. Vongfong tiếp tục suy yếu và JMA và PAGASA hạ cấp thành một cơn bão nhiệt đới khi nó ở trên đất liền Luzon. Xu hướng suy yếu tiếp tục, và đến ngày 16 tháng 5, Vongfong đã rời khỏi vùng đất Luzon vào vùng biển của Biển Tây Philippines, phía tây Ilocos Sur. Sau khi đổ bộ vào nhiều nơi ở Philippines, Bão nhiệt đới Vongfong suy yếu thành Áp thấp nhiệt đới. JTWC sau đó cũng đã hạ cấp Vongfong thành áp thấp nhiệt đới, và ngay sau đó, họ đã đưa ra cảnh báo cuối cùng trên hệ thống, mặc dù JMA giữ nó như một cơn bão nhiệt đới. PAGASA cũng hạ cấp Vongfong xuống áp thấp nhiệt đới. Ngay sau đó, các cơ quan trên đã đưa ra cảnh báo cuối cùng về Vongfong, vì trung tâm lưu thông cấp thấp (LLCC) đã bị lộ ở eo biển Luzon.
Theo bản tin lúc 10h ngày 16/5 của JMA, cơn bão này có vẻ đã đi vào biển Đông (kinh tuyến 119,9 độ). Tuy nhiên, phía nước ta cho rằng bão chỉ tiệm cận kinh tuyến 120 độ Đông, do đó không công nhận là bão số 1.

## Thiệt hại
Theo NDRRMC, Bão Vongfong (Ambo) đã gây thiệt hại 1,57 tỷ GBP (31,1 triệu USD) trong nông nghiệp và khiến 5 người thiệt mạng, tính đến ngày 27 tháng 5.